# TT41
| i | mn · n · M | i | p · t · O45 |

| i | mn · n · M | i | p · t · O45 |

| i | A2 | p · Z4 | i | i |

| i | A2 | p · Z4 | i | i |

TT41 (Theban Tomb 41) è la sigla che identifica una delle Tombe dei Nobili ubicate nell’area della cosiddetta Necropoli Tebana, sulla sponda occidentale del Nilo dinanzi alla città di Luxor, in Egitto. Destinata a sepolture di nobili e funzionari connessi alle case regnanti, specie del Nuovo Regno, l'area venne sfruttata, come necropoli, fin dall'Antico Regno e, successivamente, sino al periodo Saitico (con la XXVI dinastia) e Tolemaico.

## Titolare
TT41 Era la tomba di:
| Titolare              | Titolo                                                 | Necropoli           | Dinastia/Periodo | Note |
| --------------------- | ------------------------------------------------------ | ------------------- | ---------------- | --- |
| Amenemipet, detto Ipy | Capo Amministratore di Amon nella città del Sud (Tebe) | Sheikh Abd el-Qurna | XIX dinastia     | subito dopo le TT42 e TT110; già indicata, con la sigla B4, tra le "tombe perdute" della necropoli di el-Khokha |

## Biografia
Figlio del giudice Nefertiu e di Iny (o forse Anij), cantatrice della Triade Tebana, Amenemipet, detto Ipy, era marito di Nedjemet, cantatrice di Amon, figlia di Maya, cantatrice della stessa divinità. Amenemipet recava anche i titoli di "Sovrintendente dei granai del nord e del sud", "Sovrintendente dei profeti di Min e di Iside", "Maggiordomo della Divina Sposa del Dio.

## La tomba
William John Bankes permase in Egitto tra il 1815 e il 1819; durante tale permanenza acquistò sicuramente il sarcofago di Amenemopet, ma non è noto se abbia mai visitato la TT41.
In periodo antecedente al 1821 la tomba venne di certo visitata da Frédéric Cailliaud che ne copiò tutte le pareti ritraendo scene oggi non più visibili. Tra il 1821 e il 1833 fu la volta di John Gardner Wilkinson, nel 1829 di Jean-François Champollion e Ippolito Rosellini, nel 1830 di Émile Prisse d'Avennes e nel 1844 di Karl Richard Lepsius; tutti ricopiarono le rappresentazioni parietali così testimoniando, peraltro, il degrado cui la tomba andò incontro nel periodo 1820-1920 anche, e specialmente, a causa dell'impiego dei locali come stalla e abitazione da parte delle popolazioni locali. Solo nel 1920, infatti, fu installato un idoneo sistema di chiusura della tomba. Con varie campagne di scavo, nel quadro del Ramessidische Beamtengräber in der Thebanischen Nekropole(Tombe ramessidi della Necropoli Tebana), tra il 1979 e il 1984, l'egittologo tedesco Jan Assmann ha proceduto allo svuotamento completo e al restauro dei locali.
Planimetricamente la TT41 si presenta con forma a "T" capovolta tipica delle sepolture del periodo. 
Si accede alla tomba attraverso una scala originariamente costituita da tredici gradini che termina in una corte in cui si ergono dieci pilastri alti 1,90 m di cui cinque "osiriaci" (8-9-10 in planimetria), ovvero costituiti da statue di Osiride, ed invocazioni al dio dell'oltretomba. Nella corte dipinti della cerimonia funeraria (1) del titolare della tomba con quattro preti che purificano il defunto in presenza di un pilastro Djed; sulla stessa parete (2), Amenemipet in offertorio dinanzi ad alcune divinità e, poco discosto (3), lo stesso in offertorio a Osiride e Atum. Seguono scene (4) di babbuini e alcuni ba in adorazione della barca di Ra e il defunto e la moglie, inginocchiati (5), che adorano Ra-Horakhti. Una stele, su tre registri (6) vede il defunto adorare Ra-Horakhti e Osiride e alcuni preti offrire libagioni al defunto come mummia. Una stele analoga è presente (7), sull'altro lato del corridoio che adduce alla sala trasversale, e in una scena doppia il defunto adora Atum e Osiride-Onnophris.
Un corridoio, sulle cui pareti (11) sono rappresentati il defunto e la moglie in adorazione di Osiride e Anubi, dà accesso a una corte con quattro pilastri: (A) Amenemipet adora Anubi in compagnia della moglie; (B) una donna, insieme al defunto e ad altri uomini che recano fiori, adorano Osiride mentre la moglie adora Iside; (C) il defunto adora Osiride, in basso alcuni uomini recano fiori; (D) il defunto adora Anubi, in basso alcuni uomini recano fiori. Sulle pareti (12) resti di dipinto della processione funeraria, una stele (13) su tre registri: il defunto e la moglie adorano Osiride e Hathor, una lunga lista di offerte e un uomo e una donna in offertorio dinanzi al defunto e alla moglie; poco discosto (14) la processione funeraria con l'innalzamento di un obelisco, prefiche e preti dinanzi al defunto abbracciato dalla Dea dell'Occidente (Mertseger), una statua del defunto portata verso la tomba da otto preti e il defunto accompagnato da Iside e Nephtys, brani del Libro delle Porte e la presentazione, da parte di Thot, a Osiride e Ra-Horakhti del defunto e della moglie. Su tre registri sovrapposti (16) scena di psicostasia con Thot e il mostro Ammit; il defunto e la moglie offrono casse di abiti colorati alla barca di Sokar e adorano un re e una regina (non identificabili). Oltre la porta che adduce a una sala perpendicolare alla sala trasversale, (20) scene di processione verso il tempio, carpentieri che lavorano alla maschera funebre, preparazione delle mummia e scene di libagione al defunto. Poco discosto (19) l'emblema di Osiride adorato da babbuini, da alcuni ba con Iside, Nephtys ed il defunto e la moglie; segue (18) una stele con un lungo testo di offertorio e il defunto che adora Osiride e Anubi. Poco discosto (17) una casa con alberi e folla che acclama il defunto che sopraggiunge a bordo di un carro, barche, uomini e bestiame; la coppia seduta dinanzi a un lago, due uomini che procedono alla mietitura in presenza di un sovrintendente e di uno scriba.
Un breve corridoio decorato (21) con scene del defunto e della consorte, Nedjemet, in offertorio a Osiride e Anubi su un lato, e Osiride e Iside sull'altro, dà accesso ad una sala perpendicolare alla precedente; sulle pareti (22-23) un uomo per lato fiancheggiano l'ingresso. Sulla parete più lunga (24) su tre registri brani del Libro delle Porte, scene del defunto dinanzi ad un pilastro Djed umanizzato, un toro e sette vacche sacre, giudici che assistono alla confessione negativa e il defunto in adorazione di Osiride e della Dea dell'Occidente alata. Sulla parete opposta il Libro delle Porte.
Sul fondo della sala si apre la sala più interna; sulle pareti (26) la moglie seduta, e (27) il defunto e la moglie assisi. Si fronteggiano (28-29) due nicchie contenenti rappresentazioni di Anubi in forma di sciacallo e fiancheggiano una nicchia di fondo (30-31) le immagini del defunto e della moglie seduti. Nella nicchia (32) le statue, sedute, del defunto e della moglie.
Il sarcofago in granito rosso si trova oggi nella Collezione Bankes di Kingston Lacy, a Wimborne Minster, nel Dorset.

### Annotazioni
1. ↑  La numerazione dei locali e delle pareti segue quella di Porter e Moss 1927, p. 80.
2. ↑  La prima numerazione delle tombe, dalla numero 1 alla 253, risale al 1913 con l’edizione del "Topographical Catalogue of the Private Tombs of Thebes" di Alan Gardiner e Arthur Weigall. Le tombe erano numerate in ordine di scoperta e non geografico; ugualmente in ordine cronologico di scoperta sono le tombe dalla 253 in poi.
3. ↑  I campi della Duat, ovvero l'aldilà egizio, si trovavano, secondo le credenze, proprio sulla riva occidentale del grande fiume.
4. ↑  Nella sua epoca di utilizzo, l'area era nota come "Quella di fronte al suo Signore" (con riferimento alla riva orientale, dove si trovavano le strutture dei Palazzi di residenza dei re e i templi dei principali dei) o, più semplicemente, "Occidente di Tebe".
5. ↑  le Tombe dei Nobili, benché raggruppate in un'unica area, sono di fatto distribuite su più necropoli distinte.
6. ↑  Le note, sovente di inquadramento topografico della tomba, sono tratte dal "Topographical Catalogue" di Gardiner e Weigall, ed. 1913 e fanno perciò riferimento alla situazione dell'epoca.
7. ↑  Amon, Mut e Khonsu.
8. ↑  William John Bankes (1786-1855) fu egittologo, avventuriero ed esploratore. Riunì presso la sua tenuta di Kingston una considerevole raccolta di reperti egizi.
9. ↑  Frédéric Cailliaud (1787-1869), naturalista, mineralogista e concologista (ovvero esperto di conchiglie) francese.
10. ↑  escluso i pilastri, 10,5 m x 9,45.

### Fonti
1. 1 2 3  Porter e Moss 1927,  pp. 78-81.
2. ↑  Gardiner e Weigall 1913.
3. ↑  Donadoni 1999,  p. 115.
4. ↑  Gardiner e Weigall 1913, pp. 18-19.
5. ↑  Assmann 1991.
6. ↑  Porter e Moss 1927,  p. 81.